# Ясне (Могилів-Подільський район)
Ясне — селище  в Україні, у Чернівецькій селищній громаді Могилів-Подільського району Вінницької області. Населення становить 20 осіб.

## Історія
7 (20) листопада 1917 року, відповідно до Третього Універсалу Української Центральної Ради, увійшло до складу Української Народної Республіки.
12 червня 2020 року, відповідно до Розпорядження Кабінету Міністрів України № 707-р «Про визначення адміністративних центрів та затвердження територій територіальних громад Вінницької області» увійшло до складу Чернівецької селищної територіальної громади.
19 липня 2020 року, в результаті адміністративно-територіальної реформи та ліквідації Чернівецького району, селище увійшло до складу Могилів-Подільського району.

## Географія

### Клімат
| Клімат Ясного             | Клімат Ясного | Клімат Ясного | Клімат Ясного | Клімат Ясного | Клімат Ясного | Клімат Ясного | Клімат Ясного | Клімат Ясного | Клімат Ясного | Клімат Ясного | Клімат Ясного | Клімат Ясного | Клімат Ясного |
| Показник                  | Січ.          | Лют.          | Бер.          | Квіт.         | Трав.         | Черв.         | Лип.          | Серп.         | Вер.          | Жовт.         | Лист.         | Груд.         | Рік           |
| Середній максимум, °C     | −1,7          | 0,0           | 5,2           | 14,1          | 20,3          | 23,4          | 24,6          | 24,3          | 20,2          | 13,4          | 5,8           | 0,8           | 12            |
| Середня температура, °C   | −5            | −3,3          | 1,3           | 9,0           | 14,7          | 18,0          | 19,2          | 18,7          | 14,7          | 8,8           | 2,8           | −1,9          | 8             |
| Середній мінімум, °C      | −8,2          | −6,6          | −2,5          | 3,9           | 9,2           | 12,6          | 13,9          | 13,1          | 9,2           | 4,2           | −0,1          | −4,5          | 3             |
| Норма опадів, мм          | 35            | 35            | 30            | 49            | 66            | 95            | 93            | 60            | 49            | 32            | 38            | 40            | 622           |
| ------------------------- | ------------- | ------------- | ------------- | ------------- | ------------- | ------------- | ------------- | ------------- | ------------- | ------------- | ------------- | ------------- | ------------- |
| Джерело: climate-data.org |               |               |               |               |               |               |               |               |               |               |               |               |               |